# Resolutie 489 Veiligheidsraad Verenigde Naties
Resolutie 489 van de Veiligheidsraad van de Verenigde Naties werd op 8 juli 1981 unaniem
aangenomen.

## Inhoud
De Veiligheidsraad had de aanvraag van de Republiek Vanuatu voor lidmaatschap van de Verenigde Naties bestudeerd, en beval de Algemene Vergadering aan om aan Vanuatu het VN-lidmaatschap toe te kennen.

## Verwante resoluties
- Resolutie 464 Veiligheidsraad Verenigde Naties (Saint Vincent en de Grenadines)
- Resolutie 477 Veiligheidsraad Verenigde Naties (Zimbabwe)
- Resolutie 491 Veiligheidsraad Verenigde Naties (Belize)
- Resolutie 492 Veiligheidsraad Verenigde Naties (Antigua en Barbuda)

Lijst ·  485 ·  486 ·  487 ·  488 ·  489 ·  490 ·  491 ·  492 ·  493 ·  494 ·  495 ·  496 ·  497 ·  498 ·  499